# Курико Унидо
Курико Унидо (на испански: Curicó Unido), е чилийски професионален футболен отбор от Курико, регион Мауле. Основан е на 26 февруари 1973 г. Играе в чилийската втора дивизия. Най-големият му успех е шампионската титла на втора дивизия през 2008 г.

## Успехи
- Примера Б:
  - Шампион (2): 2008, 2016 – 17
  - Вицешампион (2): 2013, 2015 – 16
- Терсера Дивисион:
  - Шампион (1): 2005
  - Вицешампион (2): 1993, 2004
- Кампеонато де Апертура де ла Сегунда Дивисион де Чиле:
  - Финалист (1): 1984

## Рекорди
- Най-голяма победа: 14:0 срещу Ренго Унидо, Терсера Дивисион, 2004 г.
- Най-голяма загуба: 7:0 срещу Универсидад Католика, Примера Дивисион, 2009 г.